# José Gregorio Suárez
José Gregorio Suárez Moreira (Montevideo, 1813 – Montevideo, 7 dicembre 1879) è stato un militare uruguaiano. Partecipò alle lotte rivoluzionarie in Uruguay militando tra i colorados liberisti. Noto con il soprannome di Goyo Jeta, gli si attribuisce la feroce repressione seguita alla battaglia di Paysandú, nella quale ordinò l'esecuzione senza processo del capo dei blancos Leandro Gómez.

## Biografia
Nato nel 1813, José Gregorio Suárez entrò nell'esercito di Fructuoso Rivera che si oppose a Juan Manuel de Rosas, partecipando alle sconfitte militari di Arroyo Grande e di India Muerta.
Nel 1863 appoggiò la sollevazione di Venancio Flores contro il presidente Bernardo Prudencio Berro. In questa fase della guerra civile Suárez, aiutato da truppe e navi da guerra brasiliane, strinse d'assedio la città di Paysandú, ottenendone la resa il 2 gennaio 1865; fu quindi ritenuto responsabile della fucilazione senza processo del comandante delle forze assediate, il generale Leandro Gómez.
Con il grado di generale partecipò in seguito alla guerra della Triplice Alleanza, distinguendosi nelle battaglie di Yatay e di Estero Bellaco.
Ministro della guerra per il presidente Lorenzo Battle, contrastò la rivolta di Timoteo Aparicio sconfiggendolo nella battaglia di Sauce del 25 dicembre 1870.